# Gesang der Jünglinge im Feuerofen
Gesang der Jünglinge im Feuerofen (letteralmente "canto dei [tre] fanciulli nella fornace ardente") è una celebre composizione di musica elettroacustica scritta dal compositore d'avanguardia tedesco Karlheinz Stockhausen. L'opera, che rielabora il tema biblico della fornace ardente dal capitolo 3 del Libro di Daniele, venne realizzata nel periodo 1955–56 nello studio del Westdeutscher Rundfunk di Colonia ed è l'opera numero 8 nel catalogo del compositore. Le parti vocali furono affidate al dodicenne Josef Protschka che diventerà un tenore piuttosto famoso.
L'opera, generalmente descritta come "il primo capolavoro della musica elettronica" e "un'opera vera e propria, nel senso più enfatico del termine", è significativa per il suo integrare e miscelare insieme suoni elettronici e voce umana per mezzo di risonanza e altezza così creando dei fonemi elettronici liberi dalle limitazioni legate alle figure degli strumentisti. In questo modo, per la prima volta furono riuniti con successo i due mondi opposti della tedesca "elektronische musik", fatta di suoni esclusivamente elettronici, e della "musique concrète" francese, che trasforma in musica la registrazione di eventi acustici casuali o predeterminati. Gesang der Jünglinge è celebre anche per il suo precoce uso della spazialità, l'opera era originariamente stata pensata per cinque canali audio, in seguito ridotti a soli quattro canali (prima mono e poi stereo per la pubblicazione commerciale) per coinvolgere l'ascoltatore in un'esperienza sonora di carattere totale. Durante la composizione di Gesang der Jünglinge, Stockhausen tentò di espandere quanto fatto nei precedenti lavori di Anton Webern, e compose l'opera come un lavoro di serialismo totale, con la serializzazione di altezza, durata, dinamica sonora e timbro di ogni suono elettronico e vocale.

## Origine e storia
Nell'autunno del 1954, Stockhausen concepì l'idea di una composizione in forma di messa per suoni elettronici e voce. Secondo quanto affermato dal suo biografo ufficiale, Stockhausen considerava questa messa come un'opera sacra, scritta con profonda convinzione, e chiese al suo mentore, il direttore del WDR Electronic Studio Herbert Eimert, di scrivere una lettera alla diocesi dell'arcivescovado di Colonia per chiedere il permesso di eseguirla nella cattedrale della città. Stockhausen restò amaramente deluso quando la richiesta venne respinta con la motivazione che nella chiesa non si sarebbero potuti installare gli altoparlanti.

## Struttura e forma
Nella composizione sono presenti tre elementi di base: la registrazione vocale trattata del ragazzino soprano, le formule matematiche generate elettronicamente trasposte in suono, e le pulsazioni generate elettronicamente. Ognuno di questi elementi può essere impiegato lungo una scala che va dal relativamente semplice a strutture di complessità estrema, strutturate in maniera statistica. Queste ultime compaiono per la prima volta nella musica elettronica di Stockhausen proprio in Gesang der Jünglinge, e traggono la loro origine dagli studi fatti da Stockhausen tra 1954 e il 1956 con Werner Meyer-Eppler alla Università di Bonn.